# Foliá
Foliá (Folia) är en ort i Grekland.   Den ligger i prefekturen Nomós Kaválas och regionen Östra Makedonien och Thrakien, i den nordöstra delen av landet, 300 km norr om huvudstaden Aten. Foliá ligger 273 meter över havet och antalet invånare är 567.
Terrängen runt Foliá är huvudsakligen kuperad, men norrut är den bergig.  Närmaste större samhälle är Néa Péramos, 12,6 km öster om Foliá. 